# Stéphane Ruffier
Pour les articles homonymes, voir Ruffier.
Stéphane Ruffier, né le 27 septembre 1986 à Bayonne en France, est un ancien footballeur international français, jouant au poste de gardien de but. Devenu éducateur, il est actuellement en poste à l'Aviron bayonnais. Malgré son départ difficile de l'AS Saint-Étienne, il est considéré comme un joueur marquant de l'histoire des Verts, dont il a porté le maillot entre 2011 et 2020.

## Biographie

### Formation
À l'âge de quatre ans, Stéphane Ruffier emprunte les gants et la balle de pelote de son père pour jouer dans le garage. Il est malgré tout attiré par le football et prend deux ans plus tard sa première licence à l'Aviron bayonnais. Plus grand que les autres, il débute comme attaquant mais son bagage technique est limité. Un jour Stéphane veut passer gardien. Sa mère en parle à l'entraîneur de l'Aviron bayonnais qui est assez surpris. Il commence son premier match un jour où le gardien de son équipe est en retard. L'entraîneur demande à Stéphane s'il a ses gants et il ne sort plus des cages. Il devient rapidement très bon et commence à se passionner pour le poste. Assidu aux entraînements, il montre une impressionnante motivation à ses éducateurs. À 12 ans, il remporte la Coupe des Pyrénées et est sélectionné pour jouer avec la sélection basque en lever de rideau du match de groupe Argentine-Japon (1-0) de la Coupe du monde 1998, au Stadium de Toulouse. 
Un an plus tard, il effectue un essai non concluant au Montpellier HSC. Il est ensuite repéré, au printemps 2002, par Arnold Catalano, recruteur de l'AS Monaco, qui le convie à un tournoi en Italie. Expulsé lors de son premier match, il plait à Gérard Banide, patron de la formation monégasque et signe son premier contrat à l'ASM le 2 août 2002. Il suit les enseignements d'anciens joueurs tels Jean-Luc Ettori, André Amitrano ou André Biancarelli et intègre le groupe sénior en 2004. Au cours de l'été 2005, la basque connection permet à Stéphane Ruffier, en accord avec l'entraîneur monégasque de l'époque Didier Deschamps, d'être prêté pour une saison à son club formateur bayonnais, évoluant alors en National et entraîné par Christian Sarramagna. Une saison pleine qui lui permettra de s'aguerrir et de retourner à Monaco en signant son premier contrat professionnel.

### De retour sur le Rocher pour s'imposer
De retour en 2006 à l'AS Monaco, il est troisième gardien, barré en équipe première par Flavio Roma mais devant un Guillaume Warmuz en fin de carrière, et joue en équipe réserve. Il sera quatre fois sur le banc en Ligue 1 et jouera tout de même trois matchs de Coupe de France contre l'US Quevilly (victoire, 2-0), le Toulouse FC (victoire, 2-0) et le FC Sochaux-Montbéliard (défaite, 0-2).
Le 15 août 2007, il joue ses 33 premières minutes de Ligue 1 contre le FC Metz (victoire, 2-0), en remplaçant Flavio Roma à la 58e minute. Trois jours plus tard, à la suite de la blessure de Roma lors de la troisième journée, Stéphane Ruffier fête sa première titularisation dans l'élite lors d'une belle victoire 3-0 à Sochaux, dont il fut un des meilleurs acteurs. En octobre, il remplace Hugo Lloris blessé et devient international espoir pour les deux matchs de qualification à l'Euro espoirs 2009 face au Pays de Galles et Malte, puis face à la Bosnie et à la Roumanie. Il joue douze matchs complets avec l'ASM cette saison-là, dont deux en coupe. 
Dès le début de la saison 2008-2009, il efface définitivement Flavio Roma et devient le nouveau gardien titulaire de l'équipe monégasque, son intérim de la saison précédente ayant fini par convaincre son entraîneur, Ricardo. Il gagne également sa place en équipe de France espoirs et prolonge son contrat sur le Rocher jusqu'en 2010. Alors qu'en novembre 2008, il est arrêté pour cinq semaines à cause d'une fracture du quatrième métacarpien de la main droite, son entraîneur remet en cause sa place de titulaire en mettant en balance les performances de Roma durant son absence. Par la suite, le portier italien se blesse de nouveau deux semaines plus tard, Yohann Thuram-Ulien, troisième gardien du groupe, le remplace, avant que le Basque ne soit finalement de retour dans son but en décembre. Ainsi, il joue trente-deux matchs de championnat et s'impose comme une valeur sure du championnat à son poste, malgré la saison en dents de scie de son club (11e). Jean-Luc Ettori, qui connaît bien son ancien poulain, tempère et déclare à son sujet : « Le danger, c'est son impatience dans le jeu, prévient-il. Il (Ruffier) est électrique. Or, dans les buts, il faut aller vite sans se précipiter ».
Lors du mercato estival suivant, les Girondins de Bordeaux, le LOSC Lille et le Paris SG souhaitent le recruter mais il prolonge finalement pour trois ans à Monaco en juin 2009. L'arrivée de Guy Lacombe à la tête de l'équipe montre un changement dans les habitudes du club ; ainsi, les Monégasques font l'effort de garder les jeunes joueurs du club comme Stéphane Ruffier (23 ans), Frédéric Nimani (21 ans), Yohan Mollo (21 ans) et Cédric Mongongu (20 ans).
En 2010, le portier monégasque commence l'année de la meilleure des façons en enchaînant pas moins de quatre matchs sans concéder le moindre but. Son incroyable prestation au Parc des Princes contre le PSG (victoire, 1-0), le 20 janvier, constitue selon de nombreux observateurs l'un des meilleurs matchs de sa jeune carrière,. Il est même désigné meilleur joueur de la journée par France Football.
L'AS Monaco finit la saison 2009-2010 à la 8e place au classement, avec un total de 45 buts encaissés, soit 1,18 but/match.
Malgré sa nomination en tant que capitaine par Lacombe, le début de la saison 2010-2011 est plus compliquée pour le portier français, l'équipe du Rocher pointant à la 17e place du championnat à la mi-saison. Monaco sera finalement reléguée en Ligue 2 en fin de saison, en terminant à la 18e place avec 44 points, devant le RC Lens et l'AC Arles-Avignon.

### L'aventure verte avec l'AS Saint-Étienne

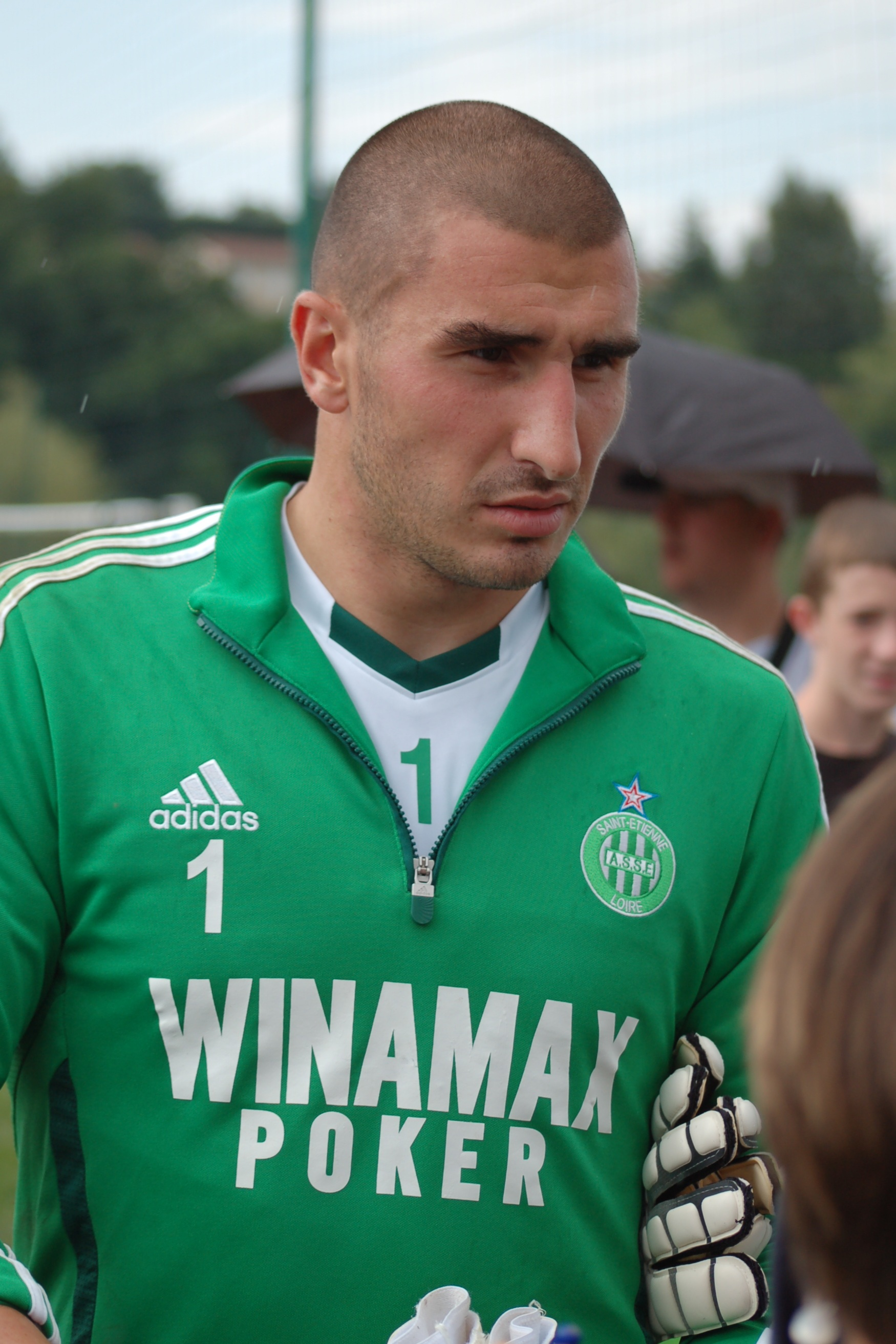
Stéphane Ruffier, à l'entraînement avec l'ASSE en 2011.

Stéphane Ruffier s'engage le 11 juillet 2011 avec l'AS Saint-Étienne, pour un contrat de quatre ans ; le club aurait déboursé 3 millions d'euros (plus quelques bonus) pour s'attacher les services de l'international français. Il arrive en concurrence directe avec l'emblématique gardien numéro 1 des Verts depuis de nombreuses années, Jérémie Janot, et l'entraîneur stéphanois, Christophe Galtier, annonce le lendemain de sa signature que Stéphane Ruffier sera le gardien titulaire pour la saison à venir. Le 15 juillet 2011, face à Châteauroux en match de préparation (victoire 3-0), il joue pour la première fois sous les couleurs vertes. Son premier match officiel se déroule le 7 août 2011, au stade Chaban-Delmas face aux Girondins de Bordeaux (victoire 2-1), ; il est désigné comme l'un des meilleurs joueurs stéphanois de la soirée par la presse ou les sites spécialisés,.
Pendant sa deuxième saison en Vert, Stéphane Ruffier va s'affirmer comme un des principaux artisans des brillants résultats de l'ASSE. Après avoir joué la saison précédente avec le numéro 1, il retrouve désormais le numéro 16, celui qu'il portait lorsqu'il jouait à l'AS Monaco, mais également l'ancien numéro de Janot, ce dernier ayant quitté le club stéphanois pour le Mans FC. Le 26 septembre 2012, la confrontation avec le FC Lorient, au troisième tour de la Coupe de la Ligue, s'achevant sur un match nul (1-1), il arrête deux pénaltys lors de la séance de tirs au but, qualifiant ainsi l'AS Saint-Étienne pour le tour suivant (3 tirs au but à 0). Le 27 novembre le quart de finale de Coupe de la Ligue contre le Paris SG se conclut sur un nouveau match nul (0-0) et il s'avère une nouvelle fois décisif durant la séance de tirs au but en bloquant le pénalty tiré par Thiago Silva, qualifiant les Verts pour la demi-finale (victoire 5 tirs au but à 3). En championnat, sa présence dans le but et la régularité de ses prestations sur sa ligne et au niveau des sorties aériennes, occupent une place déterminante dans l'accession de l'équipe stéphanoise aux premières places du classement, celle-ci terminant la saison deuxième meilleure défense de l'élite derrière Paris avec seulement trente-deux buts encaissés. Début mai, Stéphane Ruffier est nommé pour le trophée UNFP du meilleur gardien de Ligue 1 de la saison, distinction qui sera attribuée au gardien parisien Salvatore Sirigu.
Malgré les rumeurs d'un départ au mercato d'été, Stéphane Ruffier reste stéphanois pour la saison 2013-2014. Affirmant ouvertement son ambition de disputer une coupe européenne, la qualification de l'AS Saint-Étienne pour les barrages d'accession à la Ligue Europa, fut certainement déterminante dans son choix. Malheureusement, les Verts échoueront à se qualifier face au club danois d'Esbjerg. La saison sera tout de même satisfaisante pour le club qui termine à la quatrième place de la Ligue 1, se qualifiant ainsi de nouveau pour les barrages de la Ligue Europa. Ruffier est encore nommé pour le trophée UNFP du meilleur gardien de L1, une nouvelle fois remporté par Sirigu. Son excellente saison, lui vaudra surtout de rejoindre la liste des vingt-trois internationaux français sélectionnés pour la Coupe du monde 2014.

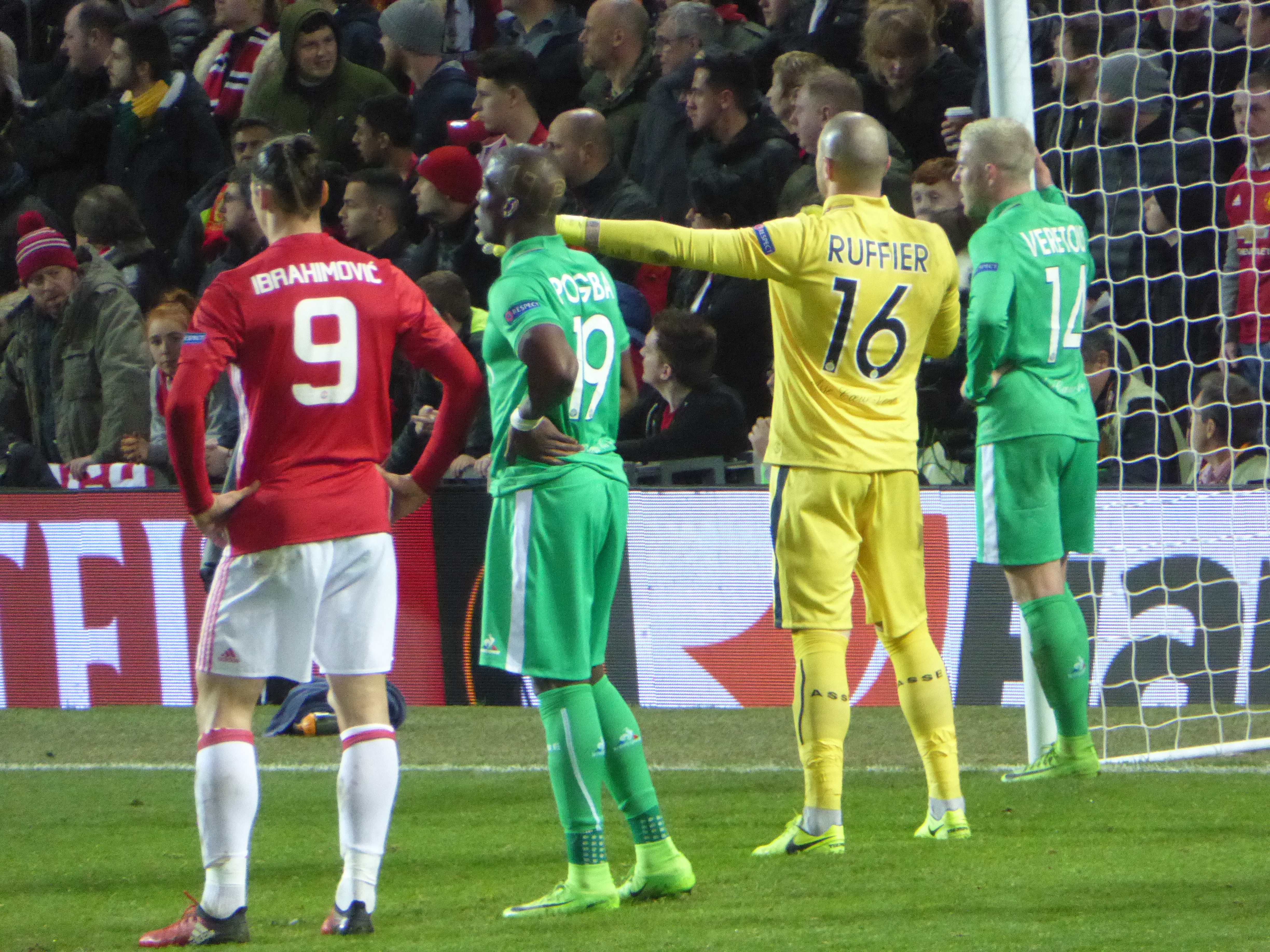
Stéphane Ruffier, avec les Verts, lors du match de Ligue Europa contre Manchester United en 2017.

Lié au club forezien jusqu'en juin 2015, les rumeurs de départ se font d'autant plus pressantes que l'année précédente mais c'est une nouvelle saison en Vert qui s'annonce pour Stéphane Ruffier. Une saison européenne cette fois puisque Saint-Étienne remporte son barrage contre les Turcs du Kardemir Karabükspor : à la suite d'une défaite 1-0 à l'aller en Turquie, l'ASSE mène 1-0 au terme des 90 minutes d'un match retour qui va se décider aux tirs au but. En stoppant deux tentatives turques, Stéphane Ruffier qualifie les Stéphanois en Ligue Europa. Le 23 septembre, il confirme son engagement avec l'AS Saint-Étienne en prolongeant son contrat jusqu'en juin 2018. Les Verts réalisent alors un bon début de championnat, malgré une lourde défaite contre le Paris SG (5-0), marquée par un but gag de Ruffier contre son camp ; cette erreur, très médiatisée, n'affecte cependant pas ses performances à venir. À l'occasion de la 12e journée, il se distingue notamment en stoppant le penalty du lillois Divock Origi. En Ligue Europa, il réalise trois clean sheets (matchs sans prendre de but) à l'occasion des trois premiers matchs, effectuant des arrêts déterminants, dont sur un penalty contre le FK Dnipro. Il encaisse son premier but lors de la quatrième journée face à l'Inter Milan.
Ruffier se montre de nouveau décisif lors de la saison 2016-2017, permettant à différentes reprises à son équipe de ne pas perdre. Blessé en décembre 2016, il laisse sa place dans les cages à Jessy Moulin, puis le très jeune gardien Anthony Maisonnial (en) (à la suite de l'expulsion de Moulin), avant de retrouver les terrains en février 2017. En Ligue Europa, les Verts parviennent à passer la phase de groupe comme l'année précédente, en finissant premier cette fois, et affrontent Manchester United en seizièmes de finale ; Stéphane Ruffier retrouve alors l'ex-attaquant parisien Zlatan Ibrahimović, leur duel étant très médiatisé depuis le match PSG-ASSE du 3 novembre 2012. Malgré une bonne prestation lors du match aller, l'ASSE ne parvient pas à battre le futur vainqueur de la compétition. Par ailleurs, en raison de mauvaises performances lors de la seconde partie de saison, notamment dans les dernières journées de championnat, l'équipe stéphanoise finit huitième au classement final et ne décroche finalement pas de billet pour la prochaine Ligue Europa.
Le 24 novembre 2019, Ruffier, alors considéré comme l'un des meilleurs gardiens français, marque un peu plus l'histoire de l'AS Saint-Étienne en jouant son 304e match en Ligue 1, dépassant ainsi le record de Ivan Ćurković, lors d'un match face au Montpellier HSC où il brille (0-0).
En juillet 2020, Ruffier est mis à pied à titre conservatoire par l'ASSE. Au mois d'août suivant, l'entraîneur Claude Puel prend la décision d'écarter Ruffier du groupe professionnel pour toute la saison. Le manager des Verts affirme que le portier ne souhaitait pas être numéro deux dans la hiérarchie des gardiens.
Ruffier est définitivement écarté le 4 janvier 2021 lorsque son contrat est rompu par le club. Il aura joué son dernier match pour l'ASSE le 16 février 2020, lors d'une rencontre de championnat perdue face au Stade brestois 29 (3-2 score final). Actif pendant neuf ans au club jusqu'à son dernier match officiel il totalise 383 matchs toutes compétitions confondues, faisant de lui le 2e gardien le plus capé de l'histoire du club, ex aequo avec Ivan Ćurković, derrière Jérémie Janot (386 matchs).

### Éducateur à l'Aviron bayonnais
Le 13 janvier 2021, il décide de prendre sa retraite et devient alors éducateur à l'Aviron bayonnais.

### En équipe de France
Dans le cadre de la Coupe du monde 2010, Stéphane Ruffier fait partie des joueurs surveillés par le sélectionneur Raymond Domenech et son staff pour intégrer l'Équipe de France. Il ne sera finalement pas retenu dans le groupe des trente, et donc des vingt-trois définitifs. Cependant, à la suite du forfait de Cédric Carrasso durant la compétition, Ruffier est appelé en renfort par le staff français. Il participe alors aux entraînements sans avoir le droit d'être inclus sur les feuilles de match à la suite d'une décision de la FIFA. 
À la nomination de Laurent Blanc, il est appelé par ce dernier en tant que gardien no 1 pour un match amical opposant la France à la Norvège, le 11 août 2010, premier match du nouveau sélectionneur. Il fait alors ses débuts officiels avec les Bleus lors de cette rencontre en étant titularisé (défaite, 2-1).
À la suite de la blessure de Mickaël Landreau et de sa brillante saison à l'AS Saint-Étienne, Stéphane Ruffier est convoqué le 28 mai 2013 par Didier Deschamps en tant que troisième gardien derrière Hugo Lloris et Steve Mandanda pour les deux matches amicaux de l'Équipe de France, contre l'Uruguay (5 juin) et le Brésil (9 juin).
Le 13 mai 2014, Stéphane Ruffier est sélectionné comme réserviste par Deschamps en vue de la Coupe du monde 2014. Cependant, Steve Mandanda, blessé lors de la dernière journée du  championnat français, est contraint de déclarer forfait et Ruffier intègre alors la liste des vingt-trois joueurs sélectionnés pour le mondial. Titularisé à l'occasion du premier match de préparation, il affronte de nouveau la Norvège pour sa seconde  sélection (victoire, 4-0) et réalise de nombreux arrêts. Durant la compétition, le portier stéphanois ne fait toutefois aucune apparition, la hiérarchie des gardiens restant la même avec Hugo Lloris en titulaire à chaque match.
Le 29 mars 2015, il honore sa troisième et dernière sélection en match amical face au Danemark, au Stade Geoffroy-Guichard, sous les ovations du public stéphanois ; les Bleus l'emportent 2-0.
Le 1er octobre 2015, Alphonse Areola lui est préféré à la surprise générale pour le rôle de troisième gardien en équipe de France. Didier Deschamps justifie ce choix par le bon début de saison du jeune gardien du Villarreal CF et évoque plusieurs discussions entre lui et le gardien stéphanois, sans toutefois en révéler la teneur.
| Matchs internationaux de Stéphane Ruffier | Matchs internationaux de Stéphane Ruffier | Matchs internationaux de Stéphane Ruffier      | Matchs internationaux de Stéphane Ruffier | Matchs internationaux de Stéphane Ruffier | Matchs internationaux de Stéphane Ruffier | Matchs internationaux de Stéphane Ruffier |
|                                           | Date                                      | Lieu                                           | Adversaire                                | Résultat                                  | Compétition                               | Notes                                     |
| ----------------------------------------- | ----------------------------------------- | ---------------------------------------------- | ----------------------------------------- | ----------------------------------------- | ----------------------------------------- | ----------------------------------------- |
| 1                                         | 11 août 2010                              | Ullevaal Stadion, Oslo, Norvège                | Norvège                                   | 2-1                                       | Amical                                    | Titulaire                                 |
| 2                                         | 27 mai 2014                               | Stade de France, Saint-Denis, France           | Norvège                                   | 4-0                                       | Amical                                    | Titulaire                                 |
| 3                                         | 29 mars 2015                              | Stade Geoffroy-Guichard, Saint-Étienne, France | Danemark                                  | 2-0                                       | Amical                                    | Titulaire                                 |

## Statistiques
| Saison                | Club                  | Championnat           | Championnat | Championnat | Coupe nationale | Coupe nationale | Coupe de la Ligue | Coupe de la Ligue | Compétition(s) continentale(s) | Compétition(s) continentale(s) | Compétition(s) continentale(s) | France | France | Total | Total |
| Saison                | Club                  | Division              | M.          | B.          | M.              | B.              | M.                | B.                | Comp.                          | M.                             | B.                             | M.     | B.     | M.    | B.    |
| 2005-2006             | Bayonne (prêt)        | National              | 38          | 0           | -               | -               | -                 | -                 | -                              | -                              | -                              | -      | -      | 38    | 0     |
| Sous-total            | Sous-total            | Sous-total            | 38          | 0           | -               | -               | -                 | -                 | -                              | -                              | -                              | -      | -      | 38    | 0     |
| 2006-2007             | AS Monaco FC          | Ligue 1               | -           | -           | 3               | 0               | -                 | -                 | -                              | -                              | -                              | -      | -      | 3     | 0     |
| 2007-2008             | AS Monaco FC          | Ligue 1               | 10          | 0           | 2               | 0               | -                 | -                 | -                              | -                              | -                              | -      | -      | 12    | 0     |
| 2008-2009             | AS Monaco FC          | Ligue 1               | 32          | 0           | 4               | 0               | -                 | -                 | -                              | -                              | -                              | -      | -      | 36    | 0     |
| 2009-2010             | AS Monaco FC          | Ligue 1               | 37          | 0           | 6               | 0               | 1                 | 0                 | -                              | -                              | -                              | -      | -      | 44    | 0     |
| 2010-2011             | AS Monaco FC          | Ligue 1               | 34          | 0           | 1               | 0               | 3                 | 0                 | -                              | -                              | -                              | 1      | 0      | 39    | 0     |
| Sous-total            | Sous-total            | Sous-total            | 113         | 0           | 16              | 0               | 4                 | 0                 | -                              | -                              | -                              | 1      | 0      | 134   | 0     |
| 2011-2012             | AS Saint-Étienne      | Ligue 1               | 38          | 0           | 1               | 0               | 2                 | 0                 | -                              | -                              | -                              | -      | -      | 41    | 0     |
| 2012-2013             | AS Saint-Étienne      | Ligue 1               | 38          | 0           | 3               | 0               | 5                 | 0                 | -                              | -                              | -                              | -      | -      | 46    | 0     |
| 2013-2014             | AS Saint-Étienne      | Ligue 1               | 38          | 0           | -               | -               | 1                 | 0                 | C3                             | 4                              | 0                              | 1      | 0      | 44    | 0     |
| 2014-2015             | AS Saint-Étienne      | Ligue 1               | 38          | 0           | 5               | 0               | 2                 | 0                 | C3                             | 8                              | 0                              | 1      | 0      | 54    | 0     |
| 2015-2016             | AS Saint-Étienne      | Ligue 1               | 38          | 0           | 4               | 0               | -                 | -                 | C3                             | 11                             | 0                              | -      | -      | 53    | 0     |
| 2016-2017             | AS Saint-Étienne      | Ligue 1               | 31          | 0           | -               | -               | 1                 | 0                 | C3                             | 9                              | 0                              | -      | -      | 41    | 0     |
| 2017-2018             | AS Saint-Étienne      | Ligue 1               | 35          | 0           | -               | -               | 1                 | 0                 | -                              | -                              | -                              | -      | -      | 36    | 0     |
| 2018-2019             | AS Saint-Étienne      | Ligue 1               | 37          | 0           | 2               | 0               | 1                 | 0                 | -                              | -                              | -                              | -      | -      | 40    | 0     |
| 2019-2020             | AS Saint-Étienne      | Ligue 1               | 22          | 0           | 4               | 0               | -                 | -                 | C3                             | 4                              | 0                              | -      | -      | 30    | 0     |
| Sous-total            | Sous-total            | Sous-total            | 315         | 0           | 19              | 0               | 13                | 0                 | -                              | 36                             | 0                              | 2      | 0      | 385   | 0     |
| Total sur la carrière | Total sur la carrière | Total sur la carrière | 466         | 0           | 35              | 0               | 17                | 0                 | -                              | 36                             | 0                              | 3      | 0      | 557   | 0     |

## Caractéristiques
Stéphane Ruffier est qualifié de « taiseux et solitaire » par rapport à ses coéquipiers. Ses points forts sont les duels, le jeu au sol et le jeu au pied. Son point faible est le domaine aérien, cependant le journaliste Bernard Lions relève une progression sur ce point depuis 2014.
Il n'y a aucun lien de parenté entre Stéphane Ruffier et Richard Ruffier, lui aussi gardien professionnel dans les années 1980 et 1990.

## Palmarès

### En club
- Vainqueur de la Coupe de la Ligue en 2013 avec l'AS Saint-Etienne
- Finaliste de la Coupe de France en 2010 avec l'AS Monaco
- Finaliste de la Coupe de France en 2020 avec l'AS Saint-Étienne

### En équipe de France
- 3 sélections entre 2010 et 2015
- 1/4 de finaliste à la Coupe du monde 2014

### Distinctions individuelles
- Étoile d'or France Football du meilleur gardien en 2017
- Élu joueur du mois de Ligue 1 en novembre 2012
- Élu meilleur joueur de la saison par les supporters de l'ASSE en 2013, en 2015, en 2016 et en 2018
- Élu "joueur de la décennie" 2010-2019 par les supporters de l'ASSE
- Nommé au Trophée UNFP du meilleur gardien de Ligue 1 en 2010, en 2011, en 2013, en 2014 et en 2015
- Atteint la barre des 1000 arrêts en Ligue 1 en septembre 2017
- Réalise sa 100e clean sheet en Ligue 1 avec l'ASSE en mai 2018